# Georges Boudaille
Georges Boudaille, né le 28 février 1925 à Arras et mort 1er février 1991, est un journaliste et critique d'art français.

## Biographie
Georges Boudaille a notamment collaboré à la revue Opéra entre 1947 et 1948, aux revues Arts, Les Nouvelles littéraires, à Cimaise, Studio International, Art Press, Connaissance des arts, La Vie des arts. De 1958 à 1972 il a dirigé la section « arts plastiques » de la revue Les Lettres françaises dirigée par Louis Aragon. Il a joué un rôle important auprès de l'architecte Jean Nouvel qu'il a conseillé et orienté, tout comme les jeunes artistes du mouvement Supports/Surfaces.
Il a aussi organisé plusieurs manifestations importantes : le « Premier symposium français de sculpture » (Grenoble, 1967), « Permanence de l'art français »  au Festival d'Édimbourg, 1973, la « Rétrospective de la Biennale de Paris 1959-1973 » au Musée Seibu de Tokyo en 1978.
Georges Boudaille a également été président de la section française de l'Association internationale des critiques d'art de 1969 à 1974.
À partir de 1971, il est nommé délégué général à la Biennale de Paris.
Il est aussi l'auteur d'un grand nombre d'ouvrages sur les peintres, l'architecture, la peinture et l'art en général.
Il fut le compagnon de la critique d'art Anne Dagbert, une de ses anciennes étudiantes. 

## Œuvres
- Picasso dessinateur, 1987 Les Éditions Cercle d'art, Paris,  (ISBN 2702201970)
- Vlaminck, 1968 Paris, éditions le Musée Personnel
- Gustave Courbet, première édition : Éd. Alfiéri et Lacroix, New York : Graphic Society, 1969, réédition : Paris, Nouvelles éditions françaises, 1981 ; Paris,  (ISBN 2707900109)
- Toros y toreros  texte de Luis Miguel Dominguin, illustrations de Pablo Picasso, avec une étude de Georges Boudaille, Les Éditions Cercle d'Art, 1962, Paris
- Picasso, 1900-1906, la période bleue et la période rose, catalogue raisonné par Georges Boudaille et Pierre Daix, éditions Ides et Calendes Neuchâtel, 1989,  (ISBN 2825800252)
- Utrillo,  éditions le Musée Personnel, Paris, 1962
- Jean Deyrolle, écrit avec Alberto Magnelli et Georges Richar, Éditions du Musée municipal de Saint-Paul-de-Vence, 1968.
- Picasso, Georges Boudaille, Marie-Laure Bernadac, Marie-Pierre Gauthier, Nouvelles éditions françaises, Paris, 1985
- Lindström peintures, éditions l’Autre Musée, Paris, 1984  (ISBN 2729101373)
- L’Art abstrait, Paris, Georges Boudaille et Philippe Javault, Nouvelles éditions françaises, Casterman, 1993, Paris,  (ISBN 220345105X)
- (en) Jasper Johns, éditions Rizzoli, New York,   (ISBN 0847811433)
- Goya , Nouvelles éditions françaises, Paris, 1979
- Les Peintres expressionnistes, Nouvelles éditions françaises Paris, 1976
- Francis Salles, Galerie Ariel, Paris, décembre 1976[3].
- Pignon, battage et pousseurs de blé, Paris, Édouard Pignon et George Boudaille, Les Éditions Cercle d'Art, 1962
- Modigliani, Paris, Nouvelles éditions françaises, 1966
- Paul Gauguin, éditions Somogy, Paris, 1963
- Gustav Bolin, préface de Georges Boudaille, Musée Galliera, Paris, 1973
- Biennale de Paris : une anthologie 1959-1967, par Georges Boudaille, Catherine Millet, Jacques Lassaigne, Pierre Faucheux
- (en) Picasso, Sketchbooks (Picasso, carnets de dessins), 1960 Abrams New York
- Peintures d'Andrée Pollier, coécrit avec Simone Frigerio, Éditions Galerie Le Soleil sur la tête, Paris, 1992

## Articles
- Jean Couy, Cimaise, n°67, janvier-février 1964.
- Les leçons d'une exposition, entretien avec Pierre Soulages, Les Lettres françaises, 23 mai 1967.
- Alexandre Garbell, Les Lettres françaises, 13-18 janvier 1971.